# Moussa Seybou Kassey
 (mai 2020).
Si vous disposez d'ouvrages ou d'articles de référence ou si vous connaissez des sites web de qualité traitant du thème abordé ici, merci de compléter l'article en donnant les références utiles à sa vérifiabilité et en les liant à la section « Notes et références ».
Moussa Seybou Kassey né en 1959 à Dosso et mort le 27 avril 2020, est un homme politique nigérien, il a été plusieurs fois ministre notamment de la Fonction Publique et du Travail, Porte-parole du gouvernement sous la primature de Hama Amadou, sous la 5e République du Niger, du 17 septembre 2001 au 30 décembre 2004.

## Biographie
Économiste planificateur de carrière et auteur de l'ouvrage La politique de planification urbaine au Niger : le cas de Niamey. Il fut le président du Mouvement Patriotique pour la Solidarité et le Progrès (MPSP-HASKÉ), un parti politique du Niger, membre de la mouvance présidentielle sous la 7e République.
De 2014 jusqu'à son décès en 2020, il est le directeur général de la Caisse Autonome des Retraites du Niger (CARENI) qui est un organe autonome de gestion administrative et financière des retraites et des pensions des fonctionnaires civils, militaires et paramilitaires de la République du Niger.
Il meurt le 27 avril 2020.